# Coleoxestia spinifemorata
Coleoxestia spinifemorata es una especie de escarabajo longicornio del género Coleoxestia, tribu Cerambycini, subfamilia Cerambycinae. Fue descrita científicamente por Fragoso en 1993.

## Descripción
Mide 19,9-27 milímetros de longitud.

## Distribución
Se distribuye por Brasil y Guayana Francesa.